# Malakasari
Malakasari is een bestuurslaag in het regentschap Bandung van de provincie West-Java, Indonesië. Malakasari telt 12.543 inwoners (volkstelling 2010).